# 마쓰노촌
마쓰노촌(松野村)은 시즈오카현의 중부, 이하라군에 속해있던 촌이다. 

## 역사
- 1889년 4월 1일 - 정촌제 시행에 의해 이하라군 마쓰노촌이 성립하였다.
- 1957년 4월 1일 - 마쓰노촌이 후지카와정에 편입해, 동일 마쓰노촌은 폐지되었다.

## 참고문헌
- 富士川町史編纂委員会 編『富士川町史』静岡県富士川町、1962年7月20日。NDLJP:3450882。
- 角川日本地名大辞典 22 静岡県